# حمض الهيدرويوديك
حمض الهيدرويوديك هو حمض قوي بحصل عليه من انحلال يوديد الهيدروجين في الماء؛ ولذلك تكتب صيغته الكيميائية على الشكل (HI(aq؛ حيث تشير aq إلى الحالة المميهة للمركب.

## التحضير
يحضر حمض الهيدرويوديك بشكل مباشر من انحلال يوديد الهيدروجين في الماء؛ ولكن يحصل عليه بطرق أخرى مثل تفاعل يوديد البوتاسيوم مع حمض الفوسفوريك:
{\displaystyle \mathrm {3\ KI+H_{3}PO_{4}\longrightarrow 3\ HI+K_{3}PO_{4}} }
أو من تفاعل عنصر اليود مع كبريتيد الهيدروجين.
{\displaystyle \mathrm {I_{2}+H_{2}S_{aq}\longrightarrow 2\ HI_{aq}+S\downarrow } }

## الخواص
يعد حمض الهيدرويوديك من الأحماض القوية؛ وتبلغ قيمة ثابت تفكك الحمض pKa حوالي −10 عند 25 °س.

## الاستخدامات
يستخدم حمض الهيدرويوديك في تحضير اليوديدات اللاعضوية. كما يدخل في عملية كاتيفا؛ حيث يلعب دور حفاز في إنتاج حمض الأسيتيك (حمض الخل) بعملية إضافة كربونيل للميثانول.